# 阿尔翁斯
阿尔翁斯，是西班牙加泰罗尼亚赫罗纳省的一个市镇。总面积11平方公里，总人口534人（2001年），人口密度49人/平方公里。